# Giải Oscar cho phim hoạt hình xuất sắc nhất
Giải Oscar cho phim hoạt hình xuất sắc nhất là hạng mục được trao hàng năm bởi Viện Hàn lâm Khoa học và Nghệ thuật Điện ảnh (AMPAS) dành cho các phim hoạt hình. Một phim hoạt hình chiếu rạp được viện này định nghĩa là một phim có độ dài trên 40 phút trong đó hình ảnh được thực hiện theo phương pháp từng khung hình, phần lớn các nhân vật chính được hoạt hoạ, và các phân cảnh hoạt hình chiếm không dưới 75 phần trăm tổng thời lượng phim. Giải Oscar cho phim hoạt hình hay nhất được trao lần đầu tiên vào năm 2001.
Các đề cử và phim giành giải sẽ được chọn ra bởi các thành viên của AMPAS. Nếu có từ 16 phim trở lên được đệ trình lên Viện hàn lâm ở hạng mục này, thì phim giành giải sẽ được bình chọn từ danh sách năm phim hay nhất (đã có bốn lần xảy ra trường hợp này), nếu không, sẽ chỉ có ba phim được đưa vào danh sách bình chọn cuối cùng. Ngoài ra, hạng mục này cũng chỉ được trao khi trong năm đó có ít nhất tám phim hoạt hình đủ điều kiện tranh giải đã được phát hành tại các rạp thuộc quận Los Angeles. Các phim hoạt hình cũng có thể được đề cử ở các hạng mục khác nhưng điều này ít khi xảy ra: Người đẹp và quái thú (1991) là phim hoạt hình đầu tiên trong lịch sử được đề cử ở hạng mục Phim hay nhất. Vút bay (2009) và Câu chuyện đồ chơi 3 (2010) cũng được đề cử ở hạng mục Phim hay nhất sau khi Viện hàn lâm tăng số lượng đề cử. Waltz with Bashir (2008) là phim hoạt hình duy nhất từng được đề cử ở hạng mục Phim tiếng nước ngoài hay nhất (mặc dù nó không được đề cử ở hạng mục Phim hoạt hình hay nhất). Pixar là hãng phim đã thống trị hạng mục này, với chín phim được đề cử và bảy phim giành giải; và chỉ có hai phim không được đề cử kể từ khi hạng mục này được thành lập đó là Cars 2 và Monsters University.
Cộng đồng trong ngành công nghiệp hoạt hình và người hâm mộ hy vọng rằng giải thưởng cũng như lợi nhuận từ việc công chiếu sẽ thúc đẩy sự phát triển của phim hoạt hình. Tuy nhiên một số người cũng chỉ trích giải thưởng này. Họ cho rằng, giải Oscar cho phim hoạt hình hay nhất được đưa ra chỉ vì lý do duy nhất: khiến cho phim hoạt hình không có cơ hội đoạt giải Phim hay nhất. Làn sóng chỉ trích đặc biệt mạnh mẽ tại lễ trao giải Oscar lần thứ 81, khi WALL-E chiến thắng ở hạng mục này nhưng lại không được đề cử ở hạng mục Phim hay nhất, mặc dù nhận được những ý kiến phản hồi đặc biệt tích cực từ các nhà phê bình và khán giả và được coi là một trong những phim hay nhất của năm 2008. Điều này đã làm nảy sinh nhiều cuộc tranh luận liệu có phải bộ phim đã bị Viện hàn lâm loại bỏ có chủ ý khỏi danh sách đề cử hay không. Nhà phê bình phim Peter Travers bình luận rằng "Nếu có bao giờ một phim hoạt hình xứng đáng được đề cử giải Phim hay nhất, thì đó là WALL-E". Tuy nhiên, quy định chính thức của Giải Oscar lại nói rằng bất cứ phim nào được đề cử tại hạng mục này vẫn đều có thể được đề cử ở hạng mục Phim hay nhất. Năm 2009 khi số đề cử cho giải Phim hay nhất được tăng gấp đôi lên 10 đề cử, phim Vút bay đã được đề cử cho cả Phim hoạt hình hay nhất và Phim hay nhất ở lễ trao giải Oscar lần thứ 82, trở thành phim đầu tiên nhận được đề cử như vậy kể từ khi hạng mục Phim hoạt hình hay nhất được thành lập. Câu chuyện đồ chơi 3 cũng lập được thành tích tương tự ngay năm sau đó.

## Phim thắng giải và đề cử

### Thập niên 2000
| Năm  | Đoạt giải                                                               | Đề cử | Nguồn  |
| ---- | ----------------------------------------------------------------------- | --- | ------ |
| 2002 | Gã chằn tinh tốt bụng – Aron Warner                                     | - Jimmy Neutron: Boy Genius – Steve Oedekerk và John A. Davis - Công ty quái vật – Pete Docter và John Lasseter                                        | [ 6 ]  |
| 2003 | Sen và Chihiro ở thế giới thần bí – Miyazaki Hayao                      | - Kỷ băng hà – Chris Wedge - Lilo & Stitch – Chris Sanders - Spirit: Stallion of the Cimarron – Jeffrey Katzenberg - Treasure Planet – Ron Clements    | [ 7 ]  |
| 2004 | Đi tìm Nemo – Andrew Stanton                                            | - Brother Bear – Aaron Blaise và Robert Walker - The Triplets of Belleville – Sylvain Chomet                                                           | [ 8 ]  |
| 2005 | Gia đình siêu nhân – Brad Bird                                          | - Shark Tale – Bill Damaschke - Gã chằn tinh tốt bụng 2 – Andrew Adamson                                                                               | [ 9 ]  |
| 2006 | Wallace & Gromit: The Curse of the Were-Rabbit – Nick Park và Steve Box | - Cô dâu xác chết – Mike Johnson và Tim Burton - Lâu đài của Howl – Hayao Miyazaki                                                                     | [ 10 ] |
| 2007 | Vũ điệu chim cánh cụt – George Miller                                   | - Vương quốc xe hơi – John Lasseter - Ngôi nhà ma – Gil Kenan                                                                                          | [ 11 ] |
| 2008 | Chuột đầu bếp – Brad Bird                                               | - Persepolis – Marjane Satrapi và Vincent Paronnaud - Surf's Up – Ash Brannon và Chris Buck                                                            | [ 12 ] |
| 2009 | Rôbốt biết yêu – Andrew Stanton                                         | - Tia chớp – Chris Williams và Byron Howard - Kung Fu Panda – John Stevenson và Mark Osborne                                                           | [ 13 ] |
| 2010 | Vút bay – Pete Docter                                                   | - Coraline – Henry Selick - Fantastic Mr. Fox – Wes Anderson - Công chúa và chàng Ếch – John Musker và Ron Clements - The Secret of Kells – Tomm Moore | [ 14 ] |

### Thập niên 2010
| Năm  | Đoạt giải                                                              | Đề cử | Nguồn  |
| ---- | ---------------------------------------------------------------------- | --- | ------ |
| 2011 | Câu chuyện đồ chơi 3 – Lee Unkrich                                     | - Bí kíp luyện rồng – Chris Sanders và Dean DeBlois - The Illusionist – Sylvain Chomet | [ 15 ] |
| 2012 | Rango – Gore Verbinski                                                 | - A Cat in Paris – Alain Gagnol và Jean-Loup Felicioli - Chico and Rita – Fernando Trueba và Javier Mariscal - Kung Fu Panda 2 – Jennifer Yuh Nelson - Mèo đi hia – Chris Miller | [ 16 ] |
| 2013 | Công chúa tóc xù – Mark Andrews và Brenda Chapman                      | - Chó ma Frankenweenie – Tim Burton - ParaNorman – Sam Fell và Chris Butler - The Pirates! Band of Misfits – Peter Lord - Ralph đập phá – Rich Moore | [ 17 ] |
| 2014 | Nữ hoàng băng giá – Chris Buck, Jennifer Lee và Peter Del Vecho        | - Crood – Chris Sanders, Kirk DeMicco và Kristine Belson - Kẻ trộm mặt trăng 2 – Pierre Coffin, Chris Renaud và Chris Meledandri - Ernest & Celestine – Benjamin Renner và Didier Brunner - Kaze Tachinu – Hayao Miyazaki và Toshio Suzuki                                                                           | [ 19 ] |
| 2015 | Biệt đội Big Hero 6 – Don Hall, Chris Williams và Roy Conli            | - Hội quái hộp – Anthony Stacchi, Graham Annable và Travis Knight - Bí kíp luyện rồng 2 – Dean DeBlois và Bonnie Arnold - Song of the Sea – Tomm Moore và Paul Young - Chuyện công chúa Kaguya – Isao Takahata và Yoshiaki Nishimura                                                                                 | [ 20 ] |
| 2016 | Những mảnh ghép cảm xúc - Jonas Rivera, Pete Docter                    | - Anomalisa – Charlie Kaufman, Duke Johnson và Rosa Tran - Boy & the World – Alê Abreu - Shaun the Sheep Movie – Mark Burton và Richard Starzak - When Marnie Was There – Hiromasa Yonebayashi và Yoshiaki Nishimura                                                                                                 | 21     |
| 2017 | Phi vụ động trời - Byron Howard, Rich Moore, Jared Bush                | - Kubo and the Two Strings - Travis Knight - Moana - Ron Clements, John Musker - My Life As a Zucchini - Claude Barras - The Red Turtle - Michaël Dudok de Wit |        |
| 2018 | Coco - Lee Unkrich                                                     | - The Boss Baby - Tom McGrath, Rasney Naito - Ferdinand - Carlos Saldanha - The Breadwinner - Nora Twomey, Anthony Leo - Loving Vincent - Dorota Kobiela, Hugh Welchman, Ivan Mactaggart |        |
| 2019 | Người nhện: vũ trụ mới - Peter Ramsey, Bob Persichetti, Rodney Rothman | - Gia đình siêu nhân 2 – Brad Bird, John Walker và Nicole Paradis Grindle - Đảo của những chú chó – Wes Anderson, Scott Rudin, Steven Rales và Jeremy Dawson - Mirai: Em gái đến từ tương lai – Mamoru Hosoda và Yūichirō Saitō - Wreck-It Ralph 2: Phá đảo thế giới ảo – Rich Moore, Phil Johnston và Clark Spencer |        |